# Chypre au Concours Eurovision de la chanson 2010
Chypre a participé au Concours Eurovision de la chanson 2010.

## Présélection
Le représentant de Chypre a été désigné lors d'une émission de présélection le 7 février 2010. Un jury de 5 membres professionnels et le télévote du public, sont entrés en compte à parts égales pour désigner le chanteur et la chanson qui représentera le pays à Oslo.
La Société de radiodiffusion de Chypre a reçu cette année environ 70 propositions. Parmi elles, seulement 10 furent retenues pour être soumises aux votes. On peut noter la présence de Constantínos Christofórou, qui a déjà représenté Chypre au Concours Eurovision de la chanson à plusieurs reprises (1996, 2002 comme membre de One et en 2005) ainsi que celle de Mike Connaris, compositeur de la chanson Stronger Every Minute, qui représenta le pays en 2004.
| # | Interprète(s)                      | Chanson                     | Points | Place |
| - | ---------------------------------- | --------------------------- | ------ | ----- |
| 1 | Constantínos Christofórou          | Angel                       | 17     | 2     |
| 2 | Jon Lilygreen & The Islanders      | Life looks better in spring | 24     | 1     |
| 3 | Evagoras Evagorou                  | I'm gonna be                | 7      | 8     |
| 4 | Hovig Demirdjian                   | Goodbye                     | 15     | 3     |
| 5 | Vivian Douglas                     | Rhapsody                    | 4      | 9     |
| 6 | Anthi Pashi                        | You gotta go                | 13     | 5     |
| 7 | Constantinos Kontozis & Soul Throw | Island of love              | 15     | 3     |
| 8 | Andreas Economides                 | Waiting                     | 9      | 7     |
| 9 | Nicole Paparistodemou              | Like a woman                | 10     | 6     |